# Nedilîska, Peremîșleanî
Nedilîska (în ucraineană Неділиська) este un sat în comuna Ușkovîci din raionul Peremîșleanî, regiunea Liov, Ucraina.

## Demografie
Componența lingvistică a localității Nedilîska
     Ucraineană (99,64%)
     Alte limbi (0,36%)
Conform recensământului din 2001, majoritatea populației localității Nedilîska era vorbitoare de ucraineană (99,64%), existând în minoritate și vorbitori de alte limbi.